# Municipio de Gilmanton
El municipio de Gilmanton (en inglés: Gilmanton Township) es un municipio ubicado en el condado de Benton en el estado estadounidense de Minnesota. En el año 2010 tenía una población de 841 habitantes y una densidad poblacional de 9,68 personas por km².

## Geografía
El municipio de Gilmanton se encuentra ubicado en las coordenadas 45°41′36″N 93°56′55″O / 45.69333, -93.94861. Según la Oficina del Censo de los Estados Unidos, el municipio tiene una superficie total de 86.9 km², de la cual 86,9 km² corresponden a tierra firme y (0 %) 0 km² es agua.

## Demografía
Según el censo de 2010, había 841 personas residiendo en el municipio de Gilmanton. La densidad de población era de 9,68 hab./km². De los 841 habitantes, el municipio de Gilmanton estaba compuesto por el 99,52 % blancos, el 0,12 % eran afroamericanos, el 0,12 % eran asiáticos y el 0,24 % eran de una mezcla de razas. Del total de la población el 0,36 % eran hispanos o latinos de cualquier raza.